# Acqui Unione Sportiva 1936-1937
Questa voce raccoglie le informazioni riguardanti l'Acqui Unione Sportiva nelle competizioni ufficiali della stagione 1936-1937.

## La stagione
L'Acqui chiude la sua prima stagione in Serie C con una retrocessione ai campionati regionali piemontesi. Su ordine del Direttorio Federale la stagione successiva tutti i gironi di Serie C furono portati a 16 squadre (aggiungendo 4 squadre) recuperando anche 9 squadre retrocesse sul campo. L'Acqui, avendo inoltrato la propria domanda di riammissione col pieno pagamento del deposito cauzionale e delle tasse di iscrizione, fu reintegrato nei quadri della Serie C all'inizio del campionato con le altre 8 squadre retrocesse.

## Rosa
| N. |                   | Ruolo | Calciatore            |
| -- | ----------------- | ----- | --------------------- |
|    | Italia (bandiera) | A     | Alfredo Barisone (c)  |
|    | Italia (bandiera) | C     | Ferruccio Benedetto   |
|    | Italia (bandiera) | A     | Giacomo Bisio         |
|    | Italia (bandiera) |       | Cesare Bo             |
|    | Italia (bandiera) | A     | Pietro Borelli        |
|    | Italia (bandiera) | A     | Domenico Bottero      |
|    | Italia (bandiera) | A     | Giuseppe Bruno        |
|    | Italia (bandiera) | D     | Francesco Cibrario    |
|    | Italia (bandiera) | D     | Mario Contratti       |
|    | Italia (bandiera) | A     | Domenico Cornetto     |
|    | Italia (bandiera) | P     | Giacomo Durando       |
|    | Italia (bandiera) | A     | Armando Giacobbe (II) |
|    | Italia (bandiera) | A     | Giovanni Granotti     |

| N. |                   | Ruolo | Calciatore          |
| -- | ----------------- | ----- | ------------------- |
|    | Italia (bandiera) | C     | Aldo Gino Grillo    |
|    | Italia (bandiera) | C     | Riccardo Guala      |
|    | Italia (bandiera) | D     | Giovanni Ivaldi     |
|    | Italia (bandiera) | A     | Dante Maranetto     |
|    | Italia (bandiera) |       | Giuseppe Montanella |
|    | Italia (bandiera) | C     | Angelo Musso        |
|    | Italia (bandiera) | A     | Ettore Pesce        |
|    | Italia (bandiera) |       | Giovanni Poggio     |
|    | Italia (bandiera) | A     | Giorgio Robotti     |
|    | Italia (bandiera) | A     | Nello Salsilli      |
|    | Italia (bandiera) |       | Pierino Saracco     |
|    | Italia (bandiera) | A     | Silvio Scasso       |
|    | Italia (bandiera) |       | Ernesto Taverna     |